# ニコラス・ブラボ

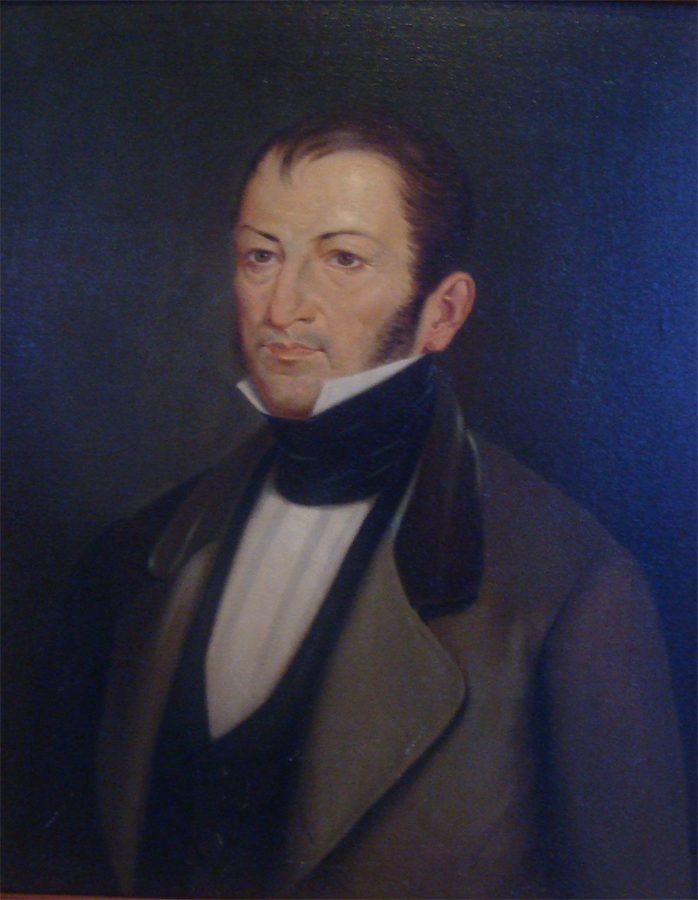
ニコラス・ブラボ

ニコラス・ブラボ・ルエダ（Nicolás Bravo Rueda、1786年9月10日-1854年4月22日） は、メキシコの政治家。保守派の政治家として、3度大統領の座に就いた。
ブラボは1786年9月10日、ゲレロ州チチカルコにて生まれた。メキシコ独立革命時には、ブラボはホセ・マリア・モレロスの下で革命派として従軍した。1813年のチルパンシンゴでの議会では防衛を担当した。1817年、王党派によって彼は捕らえられ、1820年まで出獄できなかった。彼はイグアラ綱領に同意し、革命派のグアダルーペ・ビクトリアとビセンテ・ゲレーロ、それに元王党派のアグスティン・デ・イトゥルビデの三派の連合軍であるトリガランテ（3つの保証）軍に加わった。
イトゥルビデが皇帝に即位するとブラボは反対派の軍をオアハカ州で組織し、プエブラからメキシコシティまで進軍した。メキシコ帝国が崩壊すると、ブラボは初代メキシコ合衆国大統領グアダルーペ･ビクトリアの下で副大統領に就任した。
当時、政界にはスコットランド派（中道）とヨーク派（リベラル派）の二つの派閥があり、ブラボはスコットランド派の総帥だった。この両派は対立を深め、1827年、ついにブラボは反乱を起こしたが鎮圧されエクアドルに追放された。ブラボが帰国したのは1829年のことだった。
以後、ブラボは保守派として政界で活動し、1839年7月10日から1839年7月19日までの10日間だけ、アントニオ・ロペス・デ・サンタ・アナのあとを受けて大統領に就任したのち、アナスタシオ・ブスタマンテにその座を譲った。ついで1842年10月26日にサンタアナから政権を受け継ぎ、1843年3月4日にサンタアナに政権を譲った。そして1846年7月28日にマリアーノ・パレデスが辞任したのを受けて、1846年8月4日間で大統領を務めた後ホセ・マリアーノ・サラスに政権を譲った。
米墨戦争がはじまると侵略軍に抵抗して戦ったが、1847年9月13日にチャプルテペクの戦いで捕虜となった。1854年4月22日、彼はチルパンシンゴにてなくなった。